# Hail to England
Hail to England е третият албум на Manowar, издаден през 1984. Този албум често се смята за най-добрия от „класическия“ период на Manowar и освен това е известен с повишения интерес от страна на английските фенове, за което говори и името му. За албума се обявява, че е записан само в рамките на шест дни. Hail to England достига #83 място в английските класации.

## Списък с песните
1. Blood of My Enemies (Джоуи Демайо) – 4:15
2. Each Dawn I Die (Ross the Boss, DeMaio) – 4:20
3. Kill with Power (DeMaio) – 3:57
4. Hail to England (DeMaio) – 4:24
5. Army of the Immortals (the Boss, DeMaio) – 4:24
6. Black Arrows (DeMaio) – 3:06
7. Bridge of Death (DeMaio) – 8:58

## Кавър версии
- Blood of my Enemies – кавър версия прави шведската дет метъл група Edge of Sanity, в техния албум The Spectral Sorrows.
- Kill with Power – кавър версия прави шведската мело-дет метъл група Arch Enemy, в тяхното EP Dead Eyes See No Future, и често е изпълнявана на живо от бразилската пародийна метъл група Massacration.
- Each Dawn I Die – кавър версия прави гръцката блек метъл група Necromantia в EP от 1997 'Ancient Pride'

## Състав по албума
- Ерик Адамс – вокали
- Рос Де Бос – китара
- Джоуи Демайо – бас китара
- Скот Кълъмбъс – барабани